# قاضب (حضرموت)
قاضب هي إحدى قرى اليمن. تتبع جغرافيا لمحافظة سقطرى وإداريًا لمديرية حديبو. يبلغ تعداد سكانها 1140 نسمة حسب الإحصاء الذي أجري عام 2004.